# PCDH17
La protocadherina-17 es una proteína que en humanos está codificada por el gen PCDH17.
Este gen pertenece a la familia de genes de protocadherina, una subfamilia de la superfamilia de cadherina. La proteína codificada contiene seis dominios de cadherina extracelulares, un dominio transmembrana y una cola citoplasmática que difieren de los de las cadherinas clásicas. La proteína codificada puede desempeñar un papel en el establecimiento y funcionamiento de conexiones específicas entre células en el cerebro. Se encuentra que la metilación del promotor de PCDH17 está estrechamente asociada con la malignidad del cáncer de vejiga.